# Chiesa di San Berardo
La chiesa di San Berardo era un edificio religioso di Pescina (AQ), in Abruzzo. La chiesa fu gravemente danneggiata dal terremoto della Marsica del 1915 e quasi del tutto abbattuta nel 1954. Alla base della torre campanaria superstite si trova la tomba dello scrittore Ignazio Silone.

## Storia e descrizione

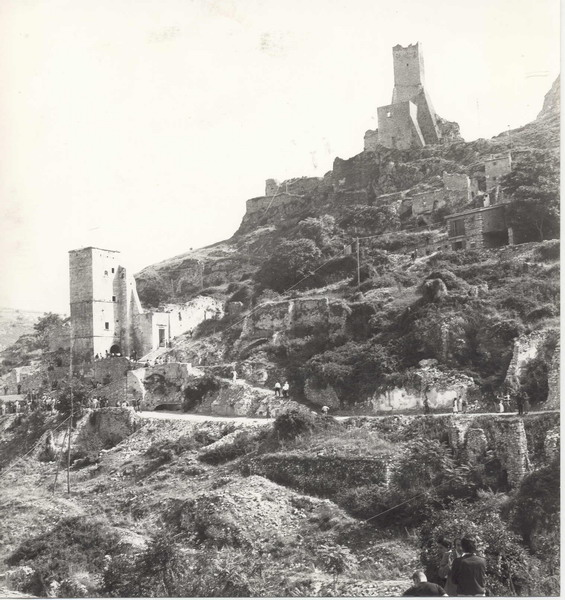
La chiesa di San Berardo a sinistra della foto sotto la torre Piccolomini, dopo il terremoto del 1915

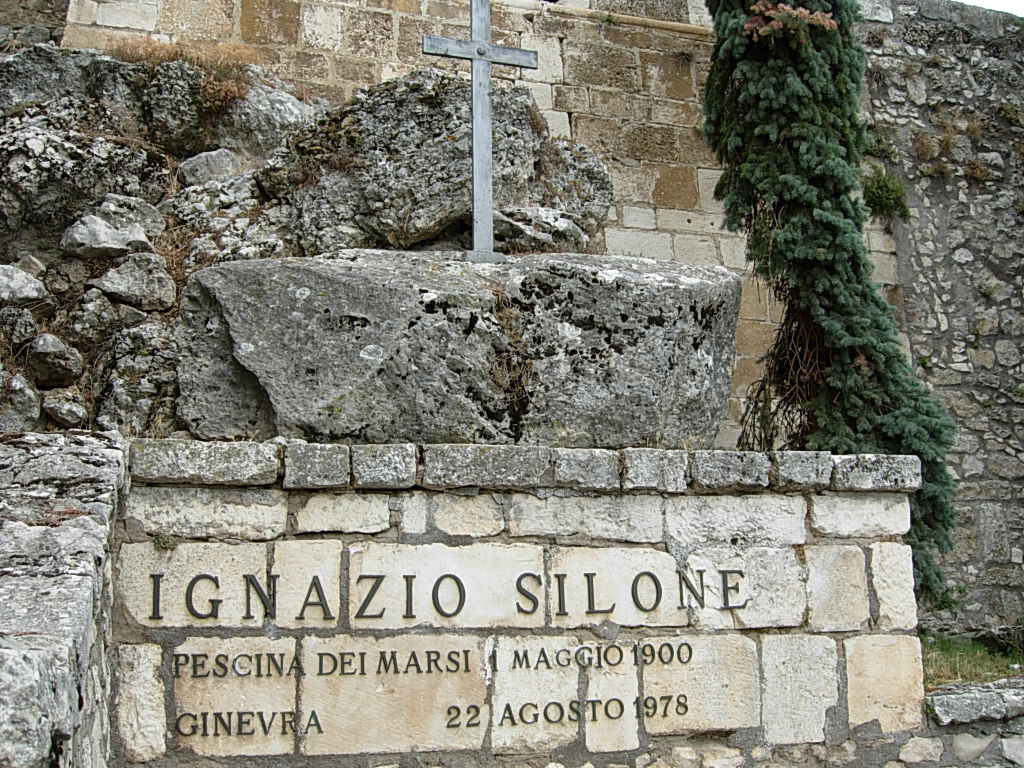
La tomba di Ignazio Silone alla base del campanile

La chiesa originaria, intitolata a Santa Maria del Popolo, venne edificata intorno alla metà del XII secolo sotto il castello fatto riedificare da Federico II di Svevia nel 1231 sul sito dell'antica fortificazione marsa denominata Rocca Vecchia risalente all'XI-XII secolo.
Citata la prima volta nella bolla pontificia di Papa Lucio III del 1181 la chiesa nel 1361 ospitò le spoglie del vescovo Berardo dei Marsi, collocate dal giorno della morte il 3 novembre 1130 nella chiesa madre della diocesi marsicana di Santa Sabina nella vicina Civitas Marsicana, oramai in decadenza e minacciata dalle inondazioni del lago Fucino.
Da questo periodo la chiesa venne intitolata a san Berardo e divenne la sede provvisoria della cattedra diocesana che, più avanti nel corso del XVI secolo, venne spostata stabilmente nella chiesa madre di Pescina di Santa Maria delle Grazie.
Di fatto la chiesa di san Berardo per oltre duecento anni svolse la funzione di chiesa madre diocesana fino al 1606, anno della consacrazione della nuova cattedrale marsicana.
Nel 1718 le spoglie di Berardo dei Marsi furono traslate momentaneamente nel duomo per dare il via agli imponenti lavori di ristrutturazione dell'edificio religioso che terminarono nel 1743, anno in cui la salma tornò ad essere ospitata nella chiesa di San Berardo. Il vescovo dei Marsi, mons. Giuseppe Barone, fece adeguare la torre che divenne un simbolo di pace e armonia. 
Gravemente danneggiato dal terremoto della Marsica del 1915 l'edificio religioso venne frettolosamente restaurato nel corso degli anni Venti. Il restauro però non si rivelò sufficiente a garantire la necessaria sicurezza tanto che il genio civile e la soprintendenza abruzzese furono costrette a chiudere il luogo di culto nel 1954 per i gravi problemi statici, causati in parte anche dai bombardamenti della seconda guerra mondiale, e a procedere all'abbattimento delle strutture pericolanti. Le spoglie di san Berardo furono collocate definitivamente nella chiesa madre di Pescina.

### La tomba di Ignazio Silone
(Ignazio Silone)
Nel 1978, poco prima di morire, lo scrittore Ignazio Silone chiese attraverso un testamento di essere sepolto alla base del campanile di San Berardo, la torre che è l'unico elemento rimasto integro dalla sua fondazione duecentesca e dall'adeguamento settecentesco a campanile.